# Vojna Antonija in Oktavijana
Državljanska vojna med Markom Antonijem in Oktavijanom (32-30 pr. n. št.) je bila zadnja vojna rimske republike. Oktavijan je nadziral zahodni del rimske države, Mark Antonij pa vzhodnega skupaj z Egiptom, ki mu je vladala njegova ljubimka Kleopatra VII. Odločilni spopad se je odvil v pomorski bitki pri Akciju leta 31 pr. n. št., kjer sta Mark Antonij in Kleopatra doživela poraz. Čeprav sta se uspela umakniti v Egipt, več nista bila zmožna ustaviti Oktavijanovega prodora. Ko je Marku Antoniju razpadla vojska, je napravil samomor. Za njim si je življenje vzela še Kleopatra. Oktavijanu je popolna zmaga omogočila, da je v naslednjih letih preobrazil rimsko državo v cesarstvo ter postal prvi rimski cesar. 

## Vzroki in izbruh
Po umoru rimskega diktatorja Julija Cezarja (44 pr. n. št.) so med njegovimi političnimi nasledniki vladali napeti odnosi. Mark Antonij je bil pomemben vojskovodja, Oktavijan pa Cezarjev posinovljenec in dedič. Prvič sta se spopadla že leta 43 pr. n. št. v mutinski vojni.
Še isto leto sta se tekmeca povezala in skupaj z Emilijem Lepidom sklenila politično zavezništvo, drugi triumvirat. Sklenila sta kaznovati Cezarjeve morilce, kar sta izpolnila v bitki pri Filipih (42 pr. n. št.).

## Politična in vojaška krepitev
Cezarjevci, Oktavijan (Cezarjev glavni, čeprav ne edini dedič), Antonij in Mark Lepid so pod drugim triumviratom zapolnili vakuum moči, ki ga je povzročil atentat na Julija Cezarja. Potem ko je triumvirat premagal Mark Junij Bruta in Gaj Kasij Longina v bitki pri Filipih leta 42 pr. n. št. in je bil Lepid izključen iz triumvirata leta 36 pr. n. št., sta Oktavijan in Antonij ostala najmočnejša moža v rimskem svetu. Oktavijan je prevzel nadzor nad zahodom, vključno z Hispanijo, Galijo, samo Italija in Afrika. Antonij je dobil nadzor nad vzhodom, vključno z Grčijo, Azija, Sirija in Egipt.
Nekaj časa je bil v Rimu mir. Oktavijan je zatrl upore na zahodu, medtem ko je Antonij reorganiziral vzhod; vendar je bil mir kratkotrajen. Antonij je imel afero z egipčansko kraljico Kleopatro. Rimljani, še posebej Oktavijan, so opazili Antonijeva dejanja. Od leta 40 pr. n. št. je bil Antonij poročen z Oktavijo Minor, sestro Oktavijana. Oktavijan je izkoristil priložnost in dal svojemu ministru Gaju Mecenatu pripraviti propagandno kampanjo proti Antoniju.
Skoraj vsi Rimljani so bili presenečeni, ko so slišali za Antonijeve Aleksandrijske donacije. V teh donacijah je Antonij velik del rimskega ozemlja na vzhodu prepustil Kleopatri. Kleopatra in Cezarion (Cezarjev in Kleopatrin sin) sta bila okronana za sovladarja Egipta in Cipra; Aleksander Helios je bil okronan za vladarja Armenije, Medije in Partija; Kleopatra Selene II (hčerka Kleopatre in Antonija) je bila okronana za vladarico Cirenajke in Libije in Ptolemaj Filadelf ((sin Kleopatre in Antonija) je bil okronan za vladarja Fenicije, Sirija in Kikilije. Kleopatra je prevzela naziv "kraljica kraljev", Cezarion pa naziv "kralj kraljev".
V odgovor je Oktavijan povečal osebne napade na Antonija, vendar senat in ljudstvo Rima nista bila prepričana. Oktavijanova priložnost je prišla, ko se je Antonij leta 32 pr. n. št. poročil z Kleopatro, preden se je ločil od Oktavije. To dejanje, skupaj z informacijami, da je Antonij načrtoval ustanovitev drugega senata v Aleksandriji, je ustvarilo popolno okolje za Oktavijana, da je Antoniju odvzel moč.
Oktavijan je sklical senat in obtožil Antonija protirimskih čustev. Oktavijan je nezakonito zasegel Antonijevo oporoko iz Vestin tempelj. V njej je Antonij priznal Cezariona za Cezarjevega zakonitega dediča, zapustil svoje imetje svojim otrokom s Kleopatro in končno izrazil željo, da bi bil pokopan s Kleopatro v Aleksandriji namesto v Rimu. Senatorjev nista ganila Cezarion ali Antonijevi otroci, vendar je njegova želja, da bi bil pokopan zunaj Rima, izzvala bes senata. Oktavijan je krivil Kleopatro, ne Antonija. Senat je napovedal vojno Kleopatri, in Oktavijan je vedel, da ji bo Antonij prišel na pomoč.
Ko je Kleopatra prejela novico, da je Rim napovedal vojno, je Antonij podprl Egipt. Takoj je senat Antoniju odvzel vso uradno moč in ga označil za izobčenca in izdajalca. Vendar pa se je 40% senata, skupaj z obema konzuloma, postavilo na Antonijevo stran in zapustilo Rim ter odšlo v Grčijo. Oktavijan je zbral vse svoje legije, ki so štele skoraj 200.000 rimskih legionarjev. Kleopatra in Antonij sta storila enako, zbrala sta približno enako število mešane težke rimske in lahke egipčanske pehote.

## Vojna

### Pomorsko gledališče
Do sredine leta 31 pr. n. št. je Antonij premaknil svojo vojsko v Grčijo in Oktavijan mu je kmalu sledil. Oktavijan je s seboj pripeljal svojega glavnega vojaškega svetovalca in najbližjega prijatelja Marka Vipsanija Agripa, da bi poveljeval njegovim pomorskim silam. Čeprav so bile kopenske sile primerljive, je bila Oktavijanova flota številčnejša. Antonijeva flota je bila sestavljena iz velikih plovil, vendar z neizkušenimi posadkami in poveljniki. Oktavijanova flota manjših, bolj okretnih plovil je bila polna izkušenih mornarjev.
Oktavijan je svoje vojake premaknil čez Jadransko morje, da bi se soočil z Antonijem blizu Akcija. Medtem je Agripa s pomorsko silo prekinil Antonijeve oskrbovalne linije. Gaj Sosij je poveljeval eskadri v Antonijevi floti, s katero mu je uspelo premagati eskadro Lucija Aruncija in jo spraviti v beg, toda ko je slednjega okrepil Agripa, je bil Sosijev zaveznik Tarkondimot I. – kralj Kilikije – ubit, Sosij pa je bil prisiljen pobegniti.
Oktavijan se je odločil, da ne bo napadel in tvegal nepotrebnih izgub. Namesto tega se je Oktavijan želel boriti z Antonijem po morju, kjer bi lahko prevladovali njegovi izkušeni mornarji. V odgovor sta se Antonij in Oktavijan vključila v fabijansko strategijo, dokler ni bil pravi čas. Ko se je poletje končalo in se je začela jesen, sta se tako Oktavijan kot Antonij odločila za izčrpavalno bitko. Strategija odlašanja se je Oktavijanu obrestovala, saj je morala padla in ugledni Rimljani so zapustili Antonijevo stvar. Kljub temu pa je Antonij še vedno uspel ohraniti zvestobo svojih legij.
Prvi spopad vojne se je zgodil, ko je Oktavijanov general Agripa zavzel grško mesto in pomorsko pristanišče Metona. Mesto je bilo prej zvesto Antoniju. Boji so bili brutalni, a na koncu so bile Agripove taktike "udari in pobegni" uspešne. Nasprotno, Antonijeva veteranska konjenica je zmagala v večini kopenskih spopadov. Čeprav je bil Antonij izkušen vojak, ni razumel pomorskega boja, kar je privedlo do njegovega propada. Antonij je svojo floto premaknil v Akcij, kjer sta se utaborili Oktavijanova mornarica in vojska. Prizorišče je bilo pripravljeno za eno največjih pomorskih bitk vseh časov, saj je Antonij pripeljal 290 ladij poleg 30 do 50 transportnih ladij. Oktavijan je imel 350 ladij. Antonijeve ladje so bile veliko večje in bolje oborožene. V tistem, kar je postalo znano kot bitka pri Akciju, je Antonij 2. septembra 31 pr. n. št. premaknil svoje velike kvinkvereme skozi ožino in na odprto morje. Tam so se Oktavijanove lahke in okretne liburnske ladje postavile v bojno formacijo proti Antonijevim vojnim ladjam. Kleopatra je ostala za Antonijevo linijo na svoji kraljevi barki.
Uničujoč udarec za Antonijeve sile je prišel, ko je eden od Antonijevih nekdanjih generalov dostavil Antonijev bojni načrt Oktavijanu. Antonij je upal, da bo uporabil svoje največje ladje, da bi potisnil nazaj Agripovo krilo na severnem koncu svoje linije, vendar je celotna Oktavijanova flota ostala skrbno izven dosega. Kmalu po poldnevu je bil Antonij prisiljen razširiti svojo linijo iz zaščite obale in se nato končno spopasti s sovražnikom. Oktavijanova flota, oborožena z bolje usposobljenimi in svežimi posadkami, je hitro opravila z Antonijevo večjo in manj izkušeno mornarico. Oktavijanovi vojaki so leta preživeli v rimskem pomorskem boju, kjer je bil eden od ciljev zabiti sovražno ladjo in hkrati ubiti posadko na palubi s plazom puščic in s katapultom izstreljenimi kamni, dovolj velikimi, da so obglavili človeka.
Ko so vojske stale na obeh straneh pomorske bitke, so opazovale, kako je Agripa premagoval Antonija. Ko je videla, da se bitka obrača proti Antoniju, se je Kleopatra odločila slediti Antonijevim prvotnim ukazom in je vzela svojo eskadro ladij ter poskušala prodreti v Oktavijanovo središče. Ko se je v Agripovi blokadi odprla vrzel, je prešla skozi njo, Antonij pa je nato izdal ukaze, da celotna njegova flota prebije Oktavijanove linije. Antonij je vodil preboj in njegova konica je uspela prodreti v Oktavijanovo središče. Vendar pa je Agrippa kmalu po Antonijevem preboju ukazal svojim bokom, naj napadejo preostale Antonijeve ladje z obeh strani. Antonij in Kleopatra sta lahko le nemočno opazovala, kako je bila njuna flota – nekoč največja v rimski zgodovini – uničena. Do konca dneva je skoraj celotna Antonijeva flota ležala na dnu morja in rimski svet je bil priča največji pomorski bitki v skoraj 200 letih. Par je bil prisiljen vzeti preostalih 90 ladij in se umakniti v Aleksandrijo. Ob pogledu na uničenje Antonijeve flote so se njegove legije odločile, da se bodo poskušale srečati z njim, vendar pa so po izgubi nadzora nad morjem zaloge za Antonijeve legije pošle. Po enem tednu so poveljniki Antonijevih kopenskih sil, ki naj bi mu sledile v Azijo, takoj predale svoje legije brez boja.

### Kopenska kampanja
Čeprav je Oktavijan želel takoj zasledovati Antonija in Kleopatro, so se mnogi njegovi veterani želeli upokojiti in se vrniti v zasebno življenje. Oktavijan je mnogim svojim najdlje služečim veteranom (po nekaterih podatkih kar 10 legijam) dovolil upokojitev. Mnogi od teh legionarjev so lahko sledili svoji službi do Julija Cezarja kakih 20 let prej.
Ko se je zima končala, je Oktavijan nadaljeval lov. V začetku leta 30 pr. n. št. je Oktavijan zavrnil idejo o prevozu svoje vojske čez morje in neposrednem napadu na Aleksandrijo, namesto tega pa je potoval po kopnem skozi Azijo. Antonij je prejel veliko podpore od rimskih odvisnih kraljestev na vzhodu. Z maršem svoje vojske po kopnem je Oktavijan zagotovil, da se Antonij ne more pregrupirati in utrditi svoje oblasti nad provincami.
Večina Antonijeve vojske, 23 legij plus 15.000 konjenikov, je ostala v Grčiji po Akciju, kjer so se sčasoma, brez zalog, predale.
Medtem je Antonij poskušal zagotoviti vojsko v Cirenajki od Lucija Pinarija. Na žalost za Antonija je Pinarij preusmeril svojo zvestobo na Oktavijana. Ko je Oktavijan prejel novico o tem razvoju dogodkov, je Pinariju ukazal, naj premakne svoje štiri legije vzhodno proti Aleksandriji, medtem ko se bo Oktavijan premaknil zahodno. Ujeta v Egiptu z ostanki svoje nekdanje vojske, sta Antonij in Kleopatra čakala na Oktavijanov prihod.
Ko sta Oktavijan in Pinarij prispela v Aleksandrijo, sta celotno mesto postavila pod obleganje. Preden je Oktavijan prispel, je Antonij vzel približno 30.000 vojakov, ki so mu ostali in napadel Pinarija, ne da bi vedel, da je bil presežen dva proti ena. Pinarij je uničil, kar je ostalo od Antonijeve vojske, Antonij pa je pobegnil nazaj v Aleksandrijo, preden je prispel Oktavijan. Ko se je Oktavijan približal s svojimi legijami, so se mu predali ostanki Antonijeve konjenice in flote. Večina preostale Antonijeve pehote se je predala brez kakršnega koli spopada v tej fazi konflikta in Antonijeva stvar je bila izgubljena.
Antonij je bil prisiljen opazovati, kako sta njegova vojska in upanje na prevlado v Rimu prešla na Oktavijana. V častni rimski tradiciji je Antonij 1. avgusta 30 pr. n. št. padel na svoj meč. Po starodavnih zapisih pa ni bil povsem uspešen in z odprto rano v trebuhu so ga odpeljali k Kleopatri, ki je pobegnila v svoj mavzolej. Tukaj je Antonij podlegel svoji rani in domnevno umrl v naročju svoje ljubimke, s čimer jo je pustil samo, da se sooči z Oktavijanom. Kleopatra ni takoj sledila Antoniju v samomor. Namesto tega je Kleopatra v zadnjem poskusu, da bi rešila svoj položaj in svoje otroke, začela pogajanja z Oktavijanom. Kleopatra je prosila Oktavijana, naj prizanese Cezarionovemu življenju v zameno za njegovo prostovoljno zaprtje. Oktavijan je zavrnil, domnevno rekoč "dva Cezarja sta preveč," ko je ukazal Cezarionovo smrt. Nato je bil Cezarion "brez pomislekov zaklan". V istem tednu je Oktavijan tudi obvestil Kleopatro, da bo igrala vlogo v njegovem triumfu v Rimu, vlogo, ki ji je bila "skrbno pojasnjena". Po Strabonu, ki je živel v času dogodka, je Kleopatra umrla zaradi samopovzročenega ugriza strupene kače ali zaradi nanosa strupene mazila nase. Ko je izvedel za Kleopatrino smrt, je imel Oktavijan mešane občutke. Občudoval je Kleopatrino pogum in ji skupaj z Antonijem priredil javni vojaški pogreb v Rimu. Pogreb je bil veličasten in nekaj Antonijevih legij je celo korakalo ob grobnici. Razglašen je bil dan žalovanja po vsem Rimu. To je bilo delno zaradi Oktavijanovega spoštovanja do Antonija in delno zato, ker je to še bolj pomagalo pokazati rimskemu ljudstvu, kako dobrohoten je bil Oktavijan. Ko so zapustili Aleksandrijo, se je začela nova doba, ko je Rim priključil Egipt. S Kleopatrino smrtjo se je končala zadnja vojna republike.

## Posledice
V enem mesecu je bil Oktavijan imenovan za faraona, Egipt pa je postal njegova osebna last. Z usmrtitvijo Antonijevih privržencev je Oktavijan končno končal stoletje državljanske vojne. Leta 27 pr. n. št. je bil Oktavijan s strani senata imenovan za Avgusta in dobil je neprimerljive moči. Oktavijan, zdaj Avgust, je republiko preoblikoval v Rimsko cesarstvo, vladal pa ji je kot prvi rimski cesar.
V naslednjih mesecih in letih je Avgust sprejel vrsto zakonov, ki so, čeprav so navzven ohranjali videz republike, njegovo pozicijo v njej postavili na najvišjo raven moči in avtoritete. Postavil je temelje za tisto, kar se danes imenuje Rimsko cesarstvo. Od takrat naprej je rimsko državo vladal princeps (prvi državljan); v sodobnem smislu bi Rimu od zdaj naprej vladali cesarji.
Rimski senat je navidezno še vedno imel moč in avtoriteto nad določenimi senatorskimi provincami, vendar so kritične obmejne province, kot so Sirija, Egipt in Galija, ki so zahtevale največje število legij, neposredno obvladovali Avgust in naslednji cesarji.
S koncem zadnje republikanske državljanske vojne je republiko zamenjalo cesarstvo. Vladavina Avgusta je naznanila zlato dobo rimske kulture in prinesla stabilnost, kakršne Rim ni videl več kot stoletje. Ko je Rim nadzoroval celoten sredozemski svet, je v rimskem svetu stoletja po Avgustovi smrti vladal mir: tako imenovana Pax Romana (Rimski mir).
Trije rimski cesarji v 1. stoletju, Kaligula, Klavdij in Neron, so bili neposredni potomci Antonija.
Cesarstvo, ki ga je ustanovil Avgust, je v Zahodni Evropi trajalo do padca Rima v 5. stoletju našega štetja. Vzhodni del Rimskega cesarstva je preživel tudi kot Bizantinsko cesarstvo do padca Konstantinopla leta 1453 našega štetja.